# Thorsten Sueße

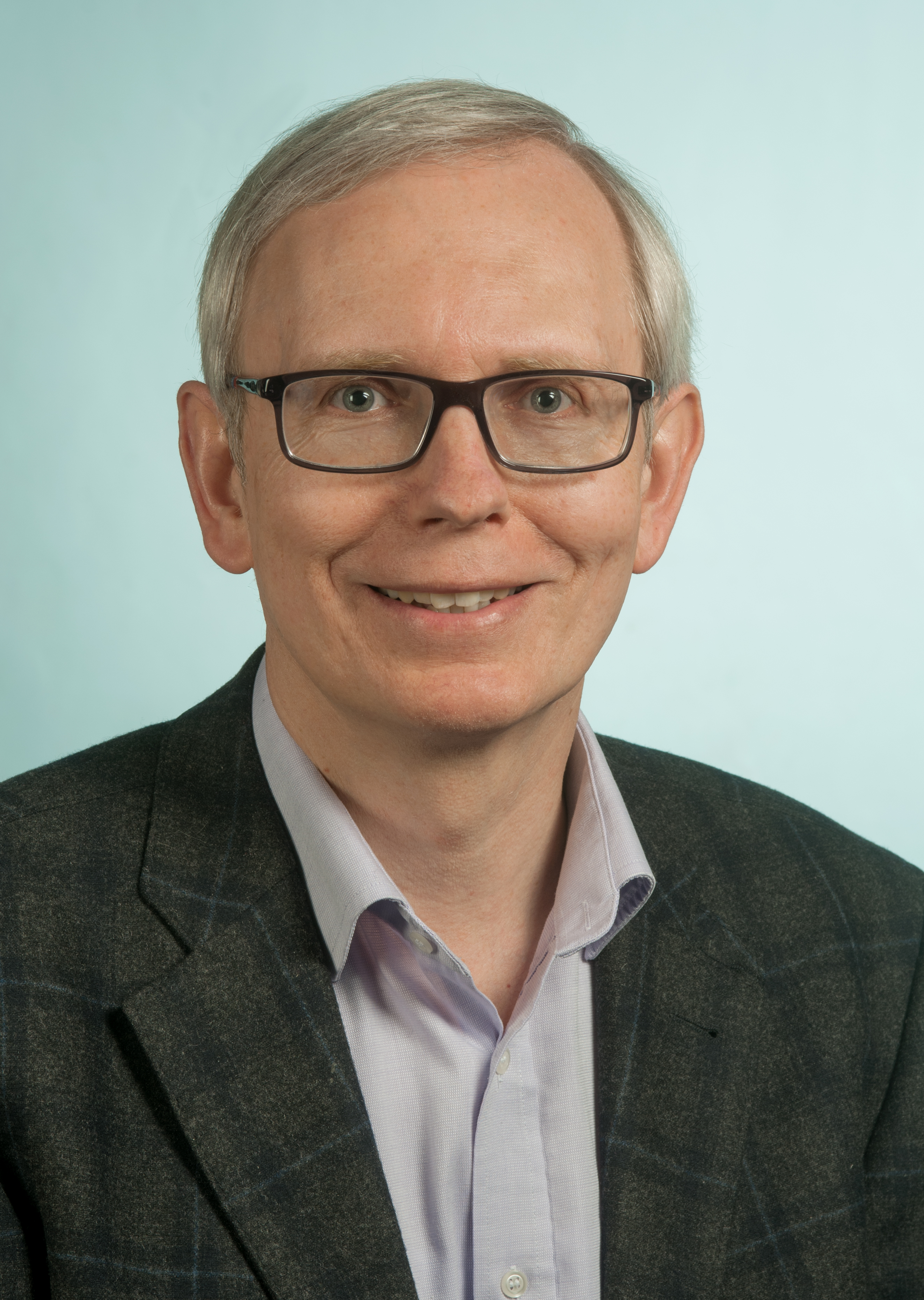
Thorsten Sueße (2013)

Thorsten Sueße (* 4. April 1959 in Hannover) ist ein deutscher Arzt und Schriftsteller.

## Leben
Thorsten Sueße wurde 1959 in Hannover geboren, studierte Medizin und beschäftigte sich ab Anfang der 1980er Jahre mit der wissenschaftlichen Aufarbeitung der NS-„Euthanasie“. Als Auszeichnung für seine wissenschaftliche Dokumentation über die Tötung psychisch Kranker aus den niedersächsischen Heil- und Pflegeanstalten im Dritten Reich erhielt er (zusammen mit einem Koautor) den Dissertationspreis 1986 der Gesellschaft der Freunde der Medizinischen Hochschule Hannover.
Er ist promovierter Facharzt für Psychiatrie und Psychotherapie sowie Facharzt für Psychosomatische Medizin. Aktuell leitet er den Sozialpsychiatrischen Dienst der Region Hannover.
Neben einem Fachbuch über die NS-„Euthanasie“ in Niedersachsen und anderen wissenschaftlichen Artikeln über die Tötung von Psychiatrie-Patienten und das damalige Verhalten von Psychiatern und Verwaltungsbeamten, veröffentlichte er ein Theaterstück und mehrere Kriminalromane um die Hauptfigur Dr. Mark Seifert, den fiktiven Leiter des Sozialpsychiatrischen Dienstes der Region Hannover. Außerdem veröffentlichte Sueße zahlreiche Kurzgeschichten in diversen Anthologien.
Gelegentlich betätigte er sich als Schauspieler.
Er ist verheiratet, hat zwei Söhne und lebt im Umland von Hannover.

## Publikationen

### Kriminalromane
- Toter Lehrer, guter Lehrer – 1. Fall mit Dr. Mark Seifert. CW Niemeyer Buchverlage, Hameln 2012, ISBN 978-3-8271-9454-1.
- Die Tote und der Psychiater – 2. Fall mit Dr. Mark Seifert. CW Niemeyer Buchverlage, Hameln 2014, ISBN 978-3-8271-9462-6.
- Schöne Frau, tote Frau – 3. Fall mit Dr. Mark Seifert. CW Niemeyer Buchverlage, Hameln 2016, ISBN 978-3-8271-9467-1.
- Hannover sehen und sterben - 4. Kriminalfall mit Dr. Mark Seifert. CW Niemeyer Buchverlage, Hameln 2019, ISBN 978-3-8271-9508-1.
- Atemlos in Hannover - Psychothriller. CW Niemeyer Buchverlage, Hameln 2021, ISBN 978-3-8271-9384-1.
- Ein Mord ist nicht genug. CW Niemeyer Buchverlage, Hameln 2023, ISBN 978-3-8271-9333-9.

### Theaterstück
- Weltanschauungen – oder: Ein Schimmer von Hoffnung? Ein grob konstruiertes, fundamentales Spiel über Grenzen und Wege in 7 Ausschnitten. Verlag W. Richter, München 1989, ISBN 3-88855-068-8.

### Kurzgeschichten
- Gespräch. In: Schickse und Machino. Eine Anthologie im Zeitgeist der Neunziger Jahre. Verlag Junger Autoren, Bayreuth 1990, ISBN 3-9802003-1-0.
- Am Wendepunkt. In: Schubladentexte. Lyrik & Prosa. Gauke Verlag, Lütjenburg 1992, ISBN 3-87998-315-1.
- Überleben. In: Zeitsignale. Autoren stellen sich vor. Edition 92. JW-Verlag, Neu-Isenburg 1992, ISBN 3-9802735-0-4.
- Schmerzliche Erinnerung. In: Zeitsignale. Autoren stellen sich vor. Edition 92. JW-Verlag, Neu-Isenburg 1992, ISBN 3-9802735-0-4.
- Der Händedruck. In: Frühlingssonne & Herbststurm. Alltäglichkeiten in Lyrik und Prosa. Gauke Verlag, Lütjenburg 1993, ISBN 3-87998-317-8.
- Im Zwiespalt. In: Gegen-(warts)-literatur. Texte und Bilder gegen Rassismus, Gewalt, Grausamkeit, Gleichgültigkeit, Kinderfeindlichkeit, Ignoranz, Rücksichtslosigkeit u. v. a. m. Gauke Verlag, Lütjenburg 1994, ISBN 3-87998-320-8.
- Erinnerung an Kirsten. In: Wie ein bunter Schmetterling. Lyrik und Prosa. Gauke Verlag, Lütjenburg 1997, ISBN 3-87998-325-9.
- Absoluter Irrsinn. In: Von Idioten umzingelt. Bitterböse Geschichten über Behörden, Nachbarn, Arbeit und das alltägliche Leben. HerJo Verlag, Hamburg 2007, ISBN 978-3-938448-09-0.
- Das Symbol der Schwäche. In: Schwarze Büstenhalter – Das Gewinnerbuch. Edition ALFA, Portimão (Portugal) 2007, ISBN 978-989-20-0792-2.
- Abschied von Martin. In: Begegnungen – Anthologie 2007. Edition-leselust, Plön 2007, ISBN 978-3-86675-900-8.
- Mord nach Arzt des Hauses. In: Verstrickte Fälle. Kurzkrimi-Anthologie. Rosamontis Verlag, Ludwigshafen 2007, ISBN 978-3-940212-07-8.
- Alles für euch. In: Mohland Jahrbuch 2007. Lyrik und Prosa. Mohland Verlag, Goldebek 2007, ISBN 978-3-86675-054-8.
- Gelegenheit macht Triebe. In: Dumm gelaufen. Unterhaltsame Kurzgeschichten. Edition Leserunde, Frankfurt am Main 2008, ISBN 978-3-940387-11-0.
- Sie wollte nach Hamburg ... In: Alles außer Mord. Krimianthologie. Edition Leserunde. Frankfurt am Main 2008, ISBN 978-3-940387-12-7.
- Wir bleiben zusammen. In: Futsch und weg? Vergessen? Nicht schlimm – oder doch? Anthologie. Wort und Mensch-Verlag, Köln 2008, ISBN 978-3-9810447-4-4.
- Licht am Ende des Tunnels. In: Mohland Jahrbuch 2008. Lyrik und Prosa. Mohland Verlag, Goldebek 2008, ISBN 978-3-86675-083-8.
- Der Verdacht. In: Begegnungen - Anthologie 2008. Edition-leselust, Plön 2008, ISBN 978-3-86675-901-0.
- Unerwünschte Hilfe. In: Begegnungen – Anthologie 2009. Edition-leselust, Plön 2009, ISBN 978-3-86675-902-2.
- (Alb-)Traumhafte Wahrheit über Weltpolitik und andere außerirdische Phänomene. In: Mohland Jahrbuch 2009. Lyrik und Prosa. Mohland Verlag, Goldebek 2009, ISBN 978-3-86675-113-2.
- Verfolgt. In: Herzklopfen – Anthologie 2010. Edition-leselust, Plön 2010, ISBN 978-3-86675-903-9.
- Das Ende eines teuflischen Pakts. In: Betti Fichtl (Hrsg.): Haifischbar – Verbrechen in dunklen Gassen. Edition Wendepunkt, Weiden 2012, ISBN 978-3-938728-22-2.
- Stille Nacht, tödliche Nacht. In: Klaus-Peter Wolf, Gaby Kaden, Micha Krämer, Nané Lénard, Klaus E. Spieldenner, Thorsten Sueße, Renate Folkers, Thomas G. Krage, Andrea Gerecke, Lothar Schöne, Andreas Schmidt: Tannenblut - Krimi-Kurzgeschichten zum Fest. CW Niemeyer Buchverlage, Hameln 2018, ISBN 978-3-8271-9491-6 (Psychothriller-Novelle).
- Das Hufgetrappel. Folge 9 der Fortsetzungsgeschichte Martas hörlich-verrückte Reise, herausgegeben von der Hörregion Hannover als hörbarer Adventskalender im Dezember 2020 unter www.hörregion-hannover.de.

### Wissenschaftliche Veröffentlichungen zum Thema NS-„Euthanasie“
- mit Heinrich Meyer: Die Konfrontation niedersächsischer Heil- und Pflegeanstalten mit den „Euthanasiemaßnahmen“ des Nationalsozialismus. Schicksal der Patienten und Verhalten der Therapeuten und zuständigen Verwaltungsbeamten. Dissertation. Medizinische Hochschule Hannover, 1984.
- mit Heinrich Meyer: Abtransport der „Lebensunwerten“. Die Konfrontation niedersächsischer Anstalten mit der NS-„Euthanasie“. Verlag für Ethnologie, Hannover 1988, ISBN 3-922556-74-4.
- mit Ralf Seidel und Heinrich Meyer: Hilfreiche Anpassung – hilflose Fügung. Ärzte und Verwaltung Niedersachsens während der Vernichtung psychisch Kranker zur Zeit des Nationalsozialismus. In: Psychiatrische Praxis. 14. Jg. (1987), Sonderheft 1, ISSN 0303-4259.
- Die Nervenklinik Langenhagen als Institution zur Zeit der nationalsozialistischen Gesundheitspolitik. In: 1938 - 1988. 50 Jahre Nervenklinik Langenhagen der Landeshauptstadt Hannover. Langenhagen 1988.
- Nervenklinik und Pflegeheim Langenhagen. Von den Anfängen bis zum Ende der NS-Zeit. In: Hannoversche Geschichtsblätter. Folge 42 (1988), ISSN 0342-1104.
- Die Vernichtung „Unheilbarer“ aus der Provinz Hannover. In: Niedersächsisches Ärzteblatt. 62. Jg., 1989, Nr. 6, ISSN 0028-9795.
- mit Ralf Seidel: Werkzeuge der Vernichtung. Zum Verhalten von Verwaltungsbeamten und Ärzten bei der „Euthanasie“. In: Norbert Frei (Hrsg.): Medizin und Gesundheitspolitik in der NS-Zeit. R. Oldenbourg Verlag, München 1991, ISBN 3-486-64534-X, S. 253–264.
- Gesundheitsabsolutismus und Ausmerzung chronischer Krankheit. In: Margarete Landenberger (Hrsg.): Die historische Rolle der Sozialversicherungsträger bei der Durchsetzung politischer Ziele im Nationalsozialismus. Tagungsdokumentation, München 1993.
- mit Heinrich Meyer: Die „Kinderfachabteilung“ in Lüneburg: Tötung behinderter Kinder zwischen 1941 und 1945. In: Praxis der Kinderpsychologie und Kinderpsychiatrie. 42. Jg. (1993), ISSN 0032-7034.
- Hilflose Empörung angesichts des Unfassbaren. Die Konfrontation der Landes-Heil- und Pflegeanstalt Hildesheim mit den nationalsozialistischen Vernichtungsmaßnahmen. In: Niedersächsisches Landeskrankenhaus Hildesheim (Hrsg.): 175 Jahre Landeskrankenhaus Hildesheim (1827–2002). Hildesheim 2002.